# Oyeronke Oyewumi

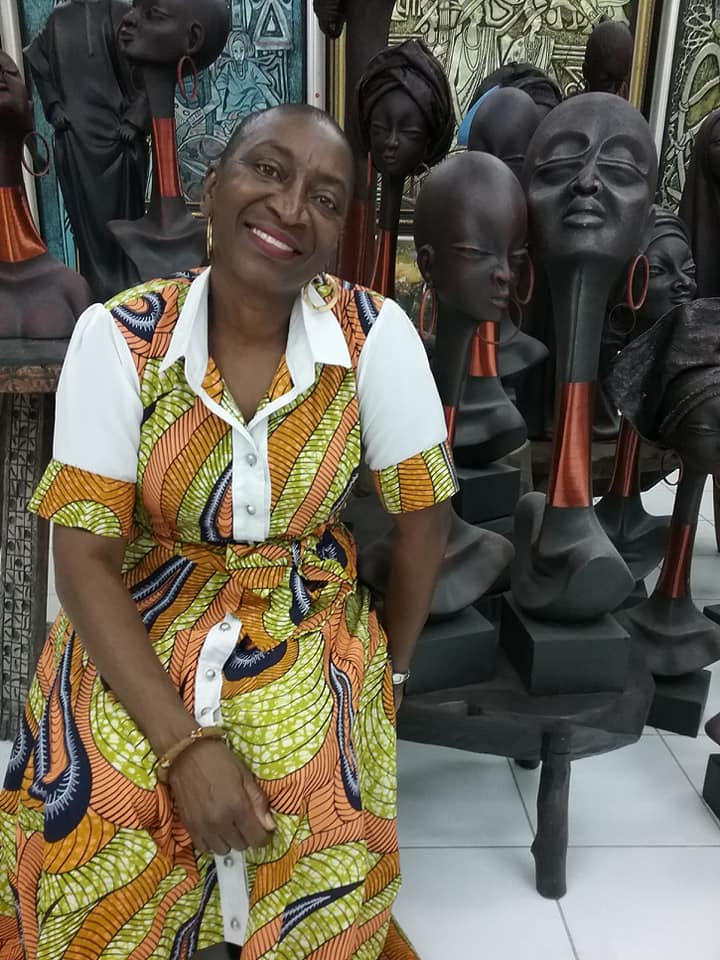
Ảnh chụp nhà học giả nữ quyền Oyeronke Oyewumi.

Oyeronke Oyewumi là một học giả nữ quyền Nigeria và phó giáo sư xã hội học tại Đại học Stony Brook. Bà theo học tại Đại học Ibadan và Đại học California tại Berkeley.
Chuyên khảo năm 1997 của bà, Sự phát minh của phụ nữ: Tạo cảm giác châu Phi về các diễn ngôn giới tính phương Tây, đã giành giải thưởng Sách xuất sắc năm 1998 của Hiệp hội Xã hội học Hoa Kỳ trong hạng mục Giới tính và Giới tính. Trong cuốn sách, cô đưa ra một phê phán nữ quyền hậu thuộc địa về sự thống trị của phương Tây trong các nghiên cứu ở châu Phi, viết rằng "mặc dù học bổng khổng lồ ngược lại, giới không phải là một nguyên tắc tổ chức trong xã hội Yoruba trước khi thực dân phương Tây".

## Công trình
- Oyewumi, Oyeronke (1997). The Invention of Women: Making an African Sense of Western Gender Discourses. Minneapolis: University of Minnesota Press. ISBN 978-0-8166-2441-6.
- Oyewumi, Oyeronke (2003). African Women and Feminism: Reflecting on the Politics of Sisterhood. Trenton, NJ: Africa World Press. ISBN 978-0-86543-628-2.
- Oyewumi, Oyeronke (2010). Gender Epistemologies in Africa: Gendering Traditions, Spaces, Social Institutions, and Identities. New York: Palgrave Macmillan. ISBN 978-0-230-62345-3.
- Oyewumi, Oyeronke (2016). What Gender is Motherhood? Changing Yorùbá Ideals of Power, Procreation, and Identity in the Age of Modernity. New York: Palgrave Macmillan. ISBN 978-1-137-53877-2.

## Công việc
Công việc liên ngành của Oyeronke đã báo trước một điểm thuận lợi của châu Phi, một điểm mà phần lớn không được thể hiện trong giới hàn lâm. Phần lớn nghiên cứu học thuật và văn bản của cô đã sử dụng kinh nghiệm châu Phi để chiếu sáng các câu hỏi lý thuyết phù hợp với nhiều lĩnh vực bao gồm xã hội học, khoa học chính trị, nghiên cứu phụ nữ, tôn giáo, lịch sử và văn học, tất cả nhằm nỗ lực mở rộng hiểu biết học thuật để bao gồm cả không Văn hóa phương Tây. Trong tất cả các công việc của mình, Oyeronke Oyewumi cố gắng cung cấp một sự hiểu biết nhiều sắc thái hơn về các xã hội này, do đó tránh các công thức giảm thiểu.

## Sách
- Nhận thức luận về giới ở Châu Phi: Truyền thống giới, không gian, thể chế xã hội và bản sắc (chỉnh sửa), Palgrave (2011).
- Độc giả nghiên cứu về giới của châu Phi (đã chỉnh sửa), Palgrave: New York (2005).
- Phụ nữ và Nữ quyền Châu Phi: Phản ánh về Chính trị của Chị em (đã được chỉnh sửa), Nhà xuất bản Thế giới Châu Phi, Trenton: New Jersey (2003).
- Sự phát minh của phụ nữ: Tạo cảm giác châu Phi về các diễn ngôn giới tính phương Tây, Nhà xuất bản Đại học Minnesota, Minneapolis.